# Бассфілд (Міссісіпі)
Бассфілд (англ. Bassfield) — місто (англ. town) в США, в окрузі Джефферсон-Девіс штату Міссісіпі. Населення — 192 особи (2020).

## Географія
Бассфілд розташований за координатами 31°29′45″ пн. ш. 89°44′44″ зх. д. / 31.49583° пн. ш. 89.74556° зх. д. (31.495912, -89.745577).  За даними Бюро перепису населення США в 2010 році місто мало площу 2,83 км², уся площа — суходіл. В 2017 році площа становила 2,59 км², уся площа — суходіл.

## Демографія
Згідно з переписом 2010 року, у місті мешкали 254 особи в 120 домогосподарствах у складі 67 родин. Густота населення становила 90 осіб/км².  Було 144 помешкання (51/км²).
Расовий склад населення:
| - 59,1 % — білих - 37,8 % — чорних або афроамериканців - 2,8 % — осіб інших рас |

До двох чи більше рас належало 0,4 %. Частка іспаномовних становила 2,8 % від усіх жителів.
За віковим діапазоном населення розподілялося таким чином: 21,7 % — особи молодші 18 років, 61,0 % — особи у віці 18—64 років, 17,3 % — особи у віці 65 років та старші. Медіана віку мешканця становила 43,5 року. На 100 осіб жіночої статі у місті припадало 82,7 чоловіків;  на 100 жінок у віці від 18 років та старших — 71,6 чоловіків також старших 18 років.
Середній дохід на одне домашнє господарство  становив 37 605 доларів США (медіана — 34 135), а середній дохід на одну сім'ю — 36 321 долар (медіана — 33 750). За межею бідності перебувало 12,7 % осіб, у тому числі 17,4 % дітей у віці до 18 років та 13,3 % осіб у віці 65 років та старших.
Цивільне працевлаштоване населення становило 116 осіб. Основні галузі зайнятості: освіта, охорона здоров'я та соціальна допомога — 37,9 %, роздрібна торгівля — 18,1 %, виробництво — 8,6 %, будівництво — 7,8 %.